# Cantonul Lalbenque
Cantonul Lalbenque este un canton din arondismentul Cahors, departamentul Lot, regiunea Midi-Pyrénées, Franța.

## Comune
- Aujols
- Bach
- Belfort-du-Quercy
- Belmont-Sainte-Foi
- Cieurac
- Cremps
- Escamps
- Flaujac-Poujols
- Fontanes
- Laburgade
- Lalbenque (reședință)
- Montdoumerc
- Vaylats